# Myanmar Alin
Myanmar Alin este un cotidian de limbă birmană administrat de stat și cel mai longeviv ziar aflat în circulație din Myanmar. Cotidianul este considerat a fi portavocea oficială a guvernului din Myanmar.

## Istorie
Myanmar Alin a fost fondat ca revistă de către U Shwe Kyu în 1914, în perioada colonială britanică din Yangon. Ziarul era cunoscut pentru poziția sa anti-colonialistă înainte de al doilea război mondial. Ziarul a fost naționalizat în 1969 de către guvernul militar al generalului Ne Win.

## Conținut
Pagina frontală și cea de la final ale tuturor ziarelor birmaneze prezintă aproape toate știri legate de guvern. Cea mai mare parte a știrilor interne provine de la Biroul oficial de știri al Myanmar News Agency (MNA).